# Europa Clipper
Europa Clipper även kallad Europa Multiple-Flyby Mission är en interplanetär rymdsond utvecklad av NASA. Rymdsonden ska studera den galileiska månen Europa, genom en serie av förbiflygningar medan den befinner sig i omloppsbana runt planeten Jupiter. Rymdsonden bär 9 olika vetenskapliga instrument. Uppskjutningen gjordes av en Falcon Heavy-raket, den 14 oktober 2024.
På sin väg mot Jupiter kommer rymdsonden ta hjälp av både planeterna Mars och jordens gravitation. Den beräknas att nå fram till Jupiter i april 2030.

## Ursprung
Uppdraget är en uppföljning av studier som gjordes av rymdsonden Galileo under åtta år i omloppsbana runt Jupiter. Dessa tydde på att en underjordisk ocean kan finnas under Europas yta. Planer på att skicka en rymdfarkost till Europa utformades ursprungligen som projekten Europa Orbiter och Jupiter Icy Moons Orbiter, där en rymdsomd skulle skickas in i omloppsbana runt Europa. Men på grund av den starka påverkan som strålningen från Jupiters magnetosfär utövar i Europas bana, beslutade man att det skulle vara säkrare att skicka in en rymdsond i omloppsbana runt Jupiter och istället göra flera nära förbiflygningar av månen.

## Instrument
- Europa Imaging System (EIS) - kamera för att studera Europas yta.[2]

- Europa Thermal Emission Imaging System (E-THEMIS) - värmekamera för att studera Europas yta.[2]

- Europa Ultraviolet Spectrograph (Europa-UVS) - kamera för att studera Europas yta i det ultravioläta spektrumet.[2]

- Mapping Imaging Spectrometer for Europa (MISE) - spektrometer för att studera Europas yta i det infraröda spektrumet.[2]

- Europa Clipper Magnetometer (ECM) - en magnetometer för att studera Europas inre.[2]

- Plasma Instrument for Magnetic Sounding (PIMS) - ett instrumet för att studera plasma.[2]

- Radar for Europa Assessment and Sounding: Ocean to Near-surface (REASON) - en markradar som kan penetrera is.[2]

- MAss Spectrometer for Planetary EXploration/Europa (MASPEX) - en masspektrometer för att studera gaser.[2]

- SUrface Dust Analyzer (SUDA) - ett instrument för att detektera partiklar.[2]

- Gravity/Radio Science - rymdsondens radioutrustning kan även användas för att göra ett antal olika vetenskapliga undersökningar.[2]